# باشگاه فوتبال واپروس پارنو
باشگاه فوتبال واپروس پارنو (انگلیسی: Pärnu JK Vaprus) یک باشگاه فوتبال در شهر پارنو، استونی است.
این باشگاه که در سال ۱۹۲۲ تأسیس شده در سال‌های ۲۰۰۵ و ۲۰۲۰ قهرمان لیگ دسته اول فوتبال استونی شده‌است.